# Justine Cassell
Pour les articles homonymes, voir Cassell.
Justine M. Cassell est une professeure et chercheuse américaine intéressée par la conversation entre humains, l'interaction humain-machine et la narration. Elle fait partie depuis 2010 de l'institut d'Interaction Homme-Machine Carnegie Mellon (HCII (en)) et du Language Technologies Institute, et intervient à la faculté de psychologie ainsi qu'au Center for Neural Bases of Cognition,. Elle fait partie depuis 2021 du Conseil national du numérique français.

## Jeunesse et formation
Justine Cassell est née à New York et fréquente l'école Saint Ann de Brooklyn. Elle est titulaire d'un DEUG en lettres modernes de l'Université de Besançon (1981), d'un BA en littérature comparée et linguistique du Dartmouth College (1982), d'un Master en linguistique de l'Université d'Édimbourg (1986) et d'un double doctorat, en linguistique et en psychologie développementale et cognitive de l'Université de Chicago (1991), sous la direction de David McNeill.

## Carrière
En tant que professeur titulaire, Cassell dirige le Groupe de recherche sur la gestualité et la narration au MIT Media Lab. Après avoir quitté le MIT, elle devient professeur titulaire dans les départements d'ingénierie électrique et informatique, et d'études en communication à l'Université Northwestern. Elle y est la directrice et fondatrice du programme doctoral de technologie et comportements sociaux ainsi que du Centre interdisciplinaire de technologie et de comportements sociaux. En 2001, Cassell reçoit l'Edgerton Faculty Award au MIT ; en 2008, elle reçoit le Prix pour femmes visionnaires de l'Institut Anita-Borg dans la catégorie Leadership ; en 2009, elle est nommée conférencière émérite de l'ACM. Cassell est l'autrice de plus de cent articles de revues, actes de conférences et chapitres de livres sur ces sujets ; elle prononce plus de cinquante allocutions lors de diverses conférences,. En mars 2016, elle est élue sociétaire correspondante de la Royal Society of Edinburgh, en reconnaissance de ses contributions à l'informatique et à l'interaction homme-machine,.
Les premiers travaux de Cassell portent sur les aspects verbaux et non verbaux de la communication humaine, dans lesquels elle commence à introduire les systèmes informatiques afin de déconstruire la communication linguistique et non verbale pour permettre aux machines d'interagir avec les humains. Randal Bryant, doyen de l'école d'informatique de Carnegie Mellon, commente à propos de sa nomination à la direction de l'Institut d'interaction Homme-Machine (en) qu'elle « élargirait les horizons de l'institut ». Cet institut étudie comment les gens communiquent avec et à travers la technologie.
Cassell travaille sur la « conversation animée », en concevant une animation de figure humaine intégrant les gestes, l'intonation et l'expression faciale,. Elle aide à concevoir un système de narration en ligne appelé « Renga, the Cyberstory » pour aider à attirer les filles dans les nouvelles technologies. De 1994 à 1995, elle conçoit et coordonne des ateliers sur les techniques de survie pour les femmes universitaires à l'Université de Pennsylvanie et à la Linguistic Society of America. Elle travaille également dans ses recherches sur ce qui constitue un cheminement de carrière « normal » pour les femmes en linguistique.
Un critique du New York Times décrit son livre From Barbie to Mortal Kombat: Gender and Computer Games (écrit avec Henry Jenkins) comme une « anthologie académique sur ce que les femmes, ou plutôt les filles, attendent des jeux informatiques ». Il écrit également que le livre questionne judicieusement « pourquoi il devrait y avoir des "jeux de filles". Après tout, de nombreux jeux très attrayants pour les femmes n'ont aucune affiliation de genre ». Cassell a fréquemment commenté dans les médias des sujets liés aux filles et aux enfants, aux jouets et à la technologie,,.
Cassell est d'avis qu' « Internet ne diminue pas l'activité communautaire, mais la transfère simplement vers les communautés en ligne. Les jeunes qui les utilisent acquièrent autant de pratique de leur leadership et de leurs compétences sociales, et autant d'engagement communautaire qu'avant Internet ».
Commentant pourquoi les femmes ne sont pas plus impliquées dans les carrières informatiques, Cassell explique que la création de jeux de filles n'a pas éliminé « le sentiment chez les garçons et les filles que les ordinateurs étaient des "jouets pour garçons", et que les vraies filles ne jouaient pas avec des ordinateurs ». De plus, elle écrit que les femmes ne veulent pas être identifiées comme « intellos » (nerds) ou « geeks ».
Cassell conceptualise l'agent conversationnel incarné (ACI ou ECA (en) en anglais), un humain virtuel pouvant interagir avec les humains en utilisant le langage et les gestes. L'« enfant virtuel » qu'elle crée aide les enfants autistes à développer des compétences sociales avancées qui n'étaient pas enseignées par l'association avec de vrais enfants ou enseignants,.
Cassell contribue à un débat du New York Times en 2011 sur « Où sont les femmes sur Wikipédia ? », écrivant : « […] Wikipédia peut ressembler à un combat pour faire entendre sa voix. On a une idée de ce point de vue d'initié en regardant la « page de discussion » de nombreux articles qui, plutôt que de ressembler à des collaborations autour de la construction de la connaissance, regorgent de descriptions de "guerres d'édition" - où des éditeurs essaient d'annuler les contributions d'autres - et des disputes amères et controversées sur l'exactitude de points de vue opposés… Cependant, c'est toujours le cas dans la société américaine que le débat, la controverse et la défense vigoureuse d'une position personnelle sont souvent encore considérés comme une position masculine, et l'utilisation par les femmes de ces styles de discours peut susciter des évaluations négatives. » 
En 2017, elle est reconnue comme sociétaire de l'Association for Computing Machinery.

## Affiliations
Justine Cassell est affiliée aux organisations suivantes :
- Association for Computing Machinery
- Association for Computationel Linguistics
- Linguistic Society of America
- Société pour la recherche en développement de l'enfant